# Castell de Fuste
El Castell de Fuste, Torre de San Buenaventura o Torre de la Caleta de Fuste és una torre de defensa situada a la localitat de Caleta de Fuste, al municipi d'Antigua a l'illa de Fuerteventura (província de Las Palmas, Canàries, Espanya). És Bé d'Interès Cultural des de 1949.

## Història
Fins a principis del segle XVIII no existia cap fortificació a la costa de Fuerteventura, que sofria constants incursions de pirates barbarescos, anglesos i francesos. És per això que el comandant general de Canàries, Andrés Bonito y Pignatelli, sol·licita que s'enviï a l'illa a l'enginyer militar Claudio de L'isle, que va construir la torre del Tostón i el castell de San Buenaventura.
La funció principal era la defensa de la badia de Caleta de Fuste, un dels tres ports principals de l'illa. En els seus primers anys de funcionament va experimentar una ampliació dels seus murs, des dels 3 metres que va tenir inicialment fins als gairebé 6 metres de gruix actuals, suposadament després de sofrir desperfectes per bala de canó en un atac pirata.
Al segle XIX va passar a mans privades, probablement per la seva pèrdua d'utilitat militar. Als anys 1982 i 1983 es va construir un complex turístic, les piscines del qual envolten la torre en l'actualitat. El 2013 va ser restaurat pel Cabildo Insular i l'ajuntament d'Antigua, acordant amb la propietat la seva obertura al públic.

## Descripció
És de planta circular i posseeix dues altures, amb una volta sostinguda per un gruixut pilar en el centre. Tenia dos canons de ferro, de petit calibre, i comptava amb dotació militar. Al seu interior s'hi accedeix a través una escala de maçoneria sobre la qual es recolza un pont llevadís amb cadenes de ferro.
Es considera 'bessona' de la Torre de Sant Andrés a Tenerife; de les torrasses de Gando i Sant Pere, a Gran Canària; de la Torre del Tostón, a Fuerteventura; i de la Torre de l'Àguila, a Lanzarote.